# 植田町 (豊橋市)
植田町（うえたちょう）は、愛知県豊橋市の地名。

## 地理
豊橋市南部に位置する。西は船渡町、北は大山町・磯辺下地町・芦原町に接する。

### 字一覧
- 上リ戸（あがりと）[WEB 5]
- 池下（いけした）[WEB 5]
- 池堀田（いけほりた）[WEB 5]
- 一本木（いっぽんぎ）[WEB 5]
- 稲場（いなば）[WEB 5]
- 入免（いりめん）[WEB 5]
- 上海津田（うわかいつだ）[WEB 5]
- 大池（おおいけ）[WEB 5]
- 大原（おおばら）[WEB 5]
- 奥ノ谷（おくのや）[WEB 5]
- 折地（おりじ）[WEB 5]
- 神戸坂（かんべざか）[WEB 5]
- 北柄沢（きたからさわ）[WEB 5]
- 北畑（きたはた）[WEB 5]
- 車塚（くるまづか）[WEB 5]
- 古津田（こつだ）[WEB 5]
- 境松（さかいまつ）[WEB 5]
- 清水（しみず）[WEB 5]
- 清水山（しみずやま）[WEB 5]
- 新池（しんいけ）[WEB 5]
- 新津田（しんつだ）[WEB 5]
- 新田（しんでん）[WEB 5]
- 砂防（すぼう）[WEB 5]
- 関取（せきとり）[WEB 5]
- 大膳（だいぜん）[WEB 5]
- 鶴首（つるくび）[WEB 5]
- 天王尻（てんのうじり）[WEB 5]
- 中池（なかいけ）[WEB 5]
- 中ノ堀（なかのほり）[WEB 5]
- 中畑（なかはた）[WEB 5]
- 中屋敷（なかやしき）[WEB 5]
- 西ケ谷（にしがや）[WEB 5]
- 西新切（にししんきり）[WEB 5]
- 西ノ谷（にしのや）[WEB 5]
- 西ノ山（にしのやま）[WEB 5]
- 西蛤沢（にしはまぐりざわ）[WEB 5]
- 西山田（にしやまだ）[WEB 5]
- 八尻（はちじり）[WEB 5]
- 蛤沢（はまぐりざわ）[WEB 5]
- 東裏（ひがしうら）[WEB 5]
- 東畑（ひがしはた）[WEB 5]
- 東的場（ひがしまとば）[WEB 5]
- 法事堂（ほうじどう）[WEB 5]
- 的場（まとば）[WEB 5]
- 南柄沢（みなみからさわ）[WEB 5]
- 南新切（みなみしんきり）[WEB 5]
- 向山（むかいやま）[WEB 5]
- 向新切（むこうしんきり）[WEB 5]
- 森下（もりした）[WEB 5]

### 学区
- 公立高等学校 - 三河学区
- 公立中学校 - 豊橋市立南稜中学校[WEB 6]
- 公立小学校 - 豊橋市立植田小学校[WEB 6]

## 歴史

### 人口の変遷
国勢調査による人口および世帯数の推移。
| 1995年（平成7年）  | 1623世帯 4908人 |  |
| 2000年（平成12年） | 1705世帯 4895人 |  |
| 2005年（平成17年） | 1685世帯 4720人 |  |
| 2010年（平成22年） | 1827世帯 4942人 |  |
| 2015年（平成27年） | 1879世帯 5032人 |  |

### 沿革
- 1878年（明治11年） - 渥美郡西植田村・東植田村・津田新田が合併し、同郡植田村が成立[2]。
- 1889年（明治22年） - 合併により植野村大字植田となる[2]。
- 1891年（明治24年） - 植野村大字植田が分離独立し、再度植田村が成立[2]。大字は設定せず[2]。
- 1906年（明治39年） - 高師村大字植田となる[2]。
- 1932年（昭和7年） - 合併に伴い、豊橋市植田町および大清水町となる[2]。

## 交通
- 国道259号[1]
- 愛知県道野依植田線[1]
- 愛知県道東赤沢植田線[1]
- 豊橋鉄道渥美線植田駅[1]
- 豊橋鉄道渥美線向ヶ丘駅[1]

## 施設
- こじか保育園[1]
- 植田校区市民館[1]
- 豊橋市立植田小学校[1]
- 豊橋市立南稜中学校[1]
- 植田保育園[1]
- 植田町公民館[1]
- 豊橋市南部農協植田支所[1]
- 豊橋市南部土地改良区植田支所[1]
- 県総合開発事業協同組合[1]
- 中部電力植田変電所[1]
- 県営植田住宅[1]
- 市営新植田住宅[1]
- 臨済宗妙心寺派陽光寺[1]
- 曹洞宗育清院[1]
- 車神社[1]
- 素戔嗚神社[1]
- 車神社古墳[1]

### WEB
1. ↑  “愛知県豊橋市の町丁・字一覧”.   人口統計ラボ. 2023年4月13日閲覧。
2. ↑  総務省統計局 (2017年1月27日). “平成27年国勢調査の調査結果(e-Stat) - 男女別人口及び世帯数 －町丁・字等” (CSV). 2021年7月21日閲覧。
3. ↑  “愛知県豊橋市の郵便番号一覧”.   日本郵便. 2023年4月13日閲覧。
4. ↑  “市外局番の一覧” (PDF).   総務省 (2022年3月1日). 2022年3月22日閲覧。
5. 1 2 3 4 5 6 7 8 9 10 11 12 13 14 15 16 17 18 19 20 21 22 23 24 25 26 27 28 29 30 31 32 33 34 35 36 37 38 39 40 41 42 43 44 45 46 47 48 49  “愛知県豊橋市 住所一覧から地図を検索”.   ONE COMPATH. 2023年8月17日閲覧。
6. 1 2  豊橋市教育委員会学校教育課学事グループ (2021年3月1日). “豊橋市小・中学校通学区域早見表” (PDF).   豊橋市. 2024年11月15日閲覧。
7. ↑  総務省統計局 (2014年3月28日). “平成7年国勢調査の調査結果(e-Stat) - 男女別人口及び世帯数 －町丁・字等” (CSV). 2021年7月20日閲覧。
8. ↑  総務省統計局 (2014年5月30日). “平成12年国勢調査の調査結果(e-Stat) - 男女別人口及び世帯数 －町丁・字等” (CSV). 2021年7月20日閲覧。
9. ↑  総務省統計局 (2014年6月27日). “平成17年国勢調査の調査結果(e-Stat) - 男女別人口及び世帯数 －町丁・字等” (CSV). 2021年7月21日閲覧。
10. ↑  総務省統計局 (2012年1月20日). “平成22年国勢調査の調査結果(e-Stat) - 男女別人口及び世帯数 －町丁・字等” (CSV). 2021年7月21日閲覧。
11. ↑  総務省統計局 (2017年1月27日). “平成27年国勢調査の調査結果(e-Stat) - 男女別人口及び世帯数 －町丁・字等” (CSV). 2021年7月21日閲覧。

### 書籍
1. 1 2 3 4 5 6 7 8 9 10 11 12 13 14 15 16 17 18 19 20 21 22 23 24  「角川日本地名大辞典」編纂委員会 1989, p. 1784.
2. 1 2 3 4 5 6  「角川日本地名大辞典」編纂委員会 1989, p. 208.